# 小池春光
小池 春光（こいけ はるみつ、1924年4月11日 - 1993年8月24日）は、日本の政治家。山口県萩市長（2期）。萩市議会議員（5期）。

## 来歴
現在の山口県萩市生まれ。明治大学政経学部中退。北部漁業海区調整委員を経て、1963年、萩市議会議員に初当選。5期20年務めた。その間、1981年5月7日から1983年4月14日まで同議長を務めた。このほか副議長も務めた。

### 1983年萩市長選挙
1983年、萩市長選挙に立候補したが林秀宣に敗れた。

※当日有権者数：-人 最終投票率：-%（前回比：-pts）
| 候補者名 | 年齢 | 所属党派 | 新旧別 | 得票数   | 得票率 | 推薦・支持 |
| -------- | ---- | -------- | ------ | -------- | ------ | ---------- |
| 林秀宣   | -    | 無所属   | 新     | 16,194票 | 48.8%  | -          |
| 小池春光 | -    | 無所属   | 新     | 13,543票 | 40.8%  | -          |
| 山中修   | -    | 無所属   | 新     | 3,419票  | 10.3%  | -          |

### 1987年萩市長選挙
1987年、萩市長選挙に立候補して、現職の林を破って初当選を果たした。
※当日有権者数：-人 最終投票率：86.4%（前回比：-pts）
| 候補者名 | 年齢 | 所属党派 | 新旧別 | 得票数   | 得票率 | 推薦・支持 |
| -------- | ---- | -------- | ------ | -------- | ------ | ---------- |
| 小池春光 | -    | 無所属   | 新     | 17,746票 | 55.3%  | -          |
| 林秀宣   | -    | 無所属   | 現     | 14,326票 | 44.7%  | -          |

1991年、無投票で再選。市長在職中の1993年、心筋梗塞で死去した。